# 上夜久野車站
上夜久野車站（日语：／ Kami-yakuno eki */?）是由西日本旅客鐵道（JR西日本）所經營的鐵路車站，位於日本京都府福知山市夜久野町。本站是山陰本線沿線的無人車站，隸屬於近畿統括本部的管轄範圍。北站是山陰本線自京都出發之後尚屬京都府範圍之內的最後一個車站，過了本站之後就開始進入隔鄰的兵庫縣之範圍內。

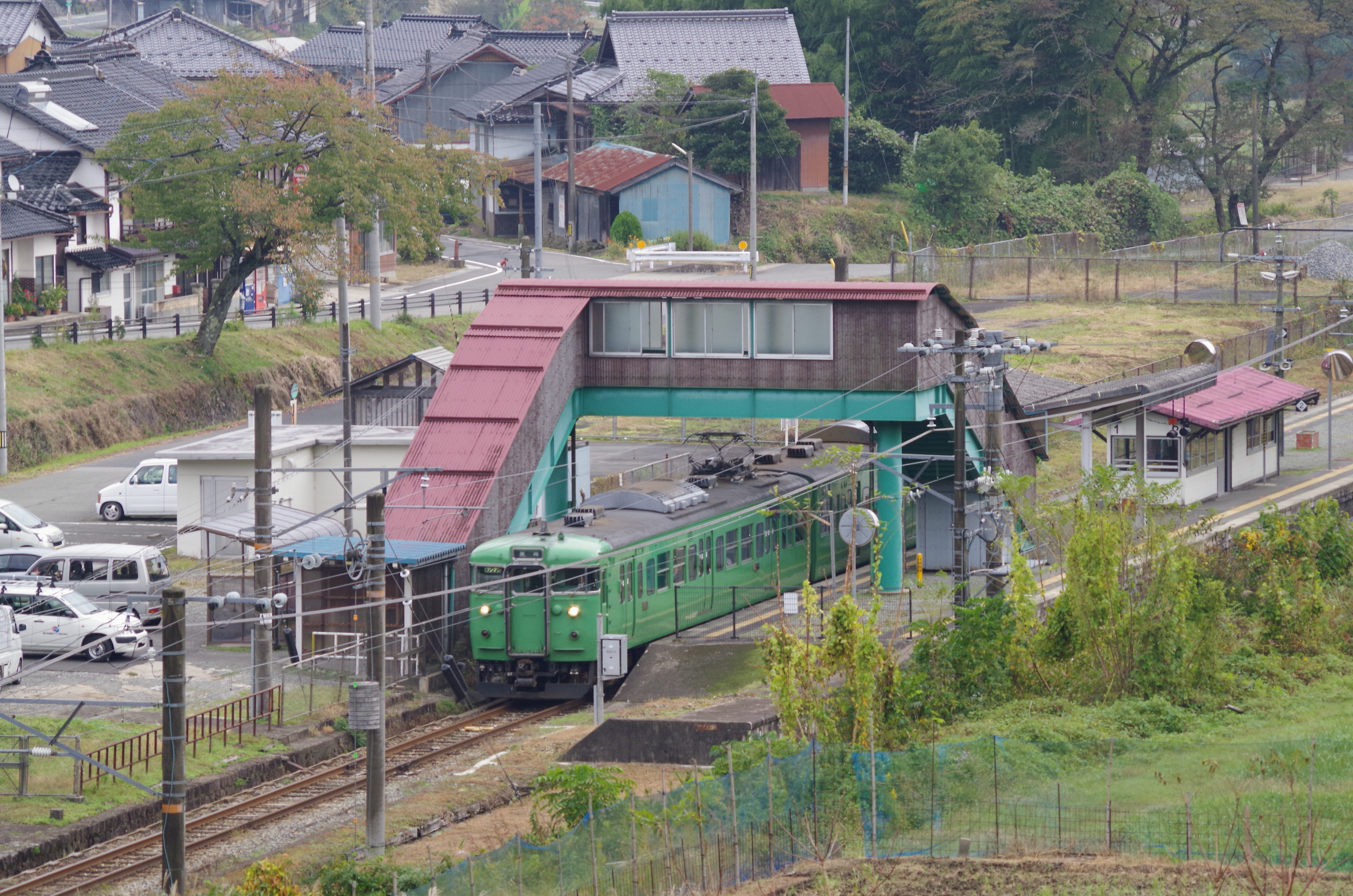
車站遠景(2013年10月)

## 車站結構
本站為島式月台1面2線，可進行列車交會的地面車站。木造站房撤走後，北側的跨線天橋可直接進入月台。廁所位於閘口外。

### 月台配置
| 月台 | 路線     | 方向 | 目的地                 |
| ---- | -------- | ---- | ---------------------- |
| 1、2 | 山陰本線 | 上行 | 福知山、京都、大阪方向 |
| 1、2 | 山陰本線 | 下行 | 和田山、豐岡方向       |

## 使用情況
1日平均上車人次如下表。
| 年度   | 1日平均上車人次 |
| ------ | --------------- |
| 1999年 | 189             |
| 2000年 | 181             |
| 2001年 | 148             |
| 2002年 | 140             |
| 2003年 | 126             |
| 2004年 | 134             |
| 2005年 | 134             |
| 2006年 | 129             |
| 2007年 | 118             |
| 2008年 | 110             |
| 2009年 | 104             |
| 2010年 | 96              |
| 2011年 | 90              |
| 2012年 | 85              |
| 2013年 | 82              |
| 2014年 | 77              |
| 2015年 | 79              |
| 2016年 | 72              |

## 相鄰車站
西日本旅客鐵道
 山陰本線
■快速、■普通
下夜久野－上夜久野－梁瀨

## 外部連結
- 上夜久野｜車站資訊：JR出門網 - 西日本旅客鐵道